# Селемани, Фаиз
Фаиз Селемани (ком. Faïz Selemani; род. 14 ноября 1993, Марсель) — коморский футболист, нападающий саудовского клуба «Аль-Хазм» и сборной Комор.

## Клубная карьера
1 июля 2014 года Фаиз Селемани подписал контракт со французским клубом «Консоля Марсель». 8 августа 2014 того же года он дебютировал в чемпионате Насьонал в матче против «Кольмара». 13 февраля 2015 года Селемани забил свой первый гол в чемпионате, отметившись в игре с командой «Вандея Пуаре-сюр-Ви».
31 августа 2015 года Селемани в клуб французской Лиги 2 «Ньор». 11 сентября он дебютировал за него, появившись на поле в поединке с «Нанси». Свой первый гол в Лиге 2 коморец забил 30 октября 2015 года, отметившись в матче против «Аяччо».
24 июня 2016 года Селемани подписал четырёхлетний контракт с командой Лиги 1 «Лорьян». 13 августа того же года 22-летний нападающий дебютировал в главной французской лиге, в матче против «Кана».
27 января 2017 года Селемани был отдан на полгода в аренду «Туру», выступавшему тогда в Лиге 2. 23 января 2018 года он отправился в аренду в «Аяччо», также игравшему в Лиге 2.
28 августа 2018 года коморский форвард перешёл в бельгийский клуб «Юнион», боровшийся тогда в Челленджер Про Лиге за выход в Бельгийскую Про-лигу.
19 августа 2019 года Селемани подписал трёхлетний контракт с бельгийским «Кортрейком». 1 декабря 2019 года он дебютировал в главной бельгийской лиге, выйдя на замену во втором тайме домашнего матча против «Гента». Спустя 20 дней коморец забил свой первый гол в чемпионате Бельгии, ставший победным в гостевой игре с «Эйпеном».

## Карьера в сборной
В 2017 году Фаиз Селемани был вызван в сборную Коморских островов. 11 ноября того же года он дебютировал за неё в товарищеском матче со сборной Мадагаскара. Свой первый гол за национальную команду Селемани забил 14 ноября 2019 года, отметившись в игре отборочного турнира Кубка африканских наций 2021 года со сборной Того.